# 투발라르족
투발라르족(Tubalar)은 주로 러시아의 알타이 공화국에 거주하며 알타이어를 사용하는 민족집단의 하나이다. 2010년의 조사에 따르면 1,965명의 투발라르족이 러시아에 거주한다. 시베리아소나무를 힘, 미(美), 용기의 상징으로 신성시하는 전통이 있다. 흔히 북부 알타이인으로 분류된다. 주로 러시아 정교를 믿으나 여전히 토착 샤머니즘을 믿는 소수도 있다.